# 機械検査技能士
機械検査技能士（きかいけんさぎのうし）とは、国家資格である技能検定制度の一種で都道府県知事（問題作成等は中央職業能力開発協会、試験の実施等は都道府県職業能力開発協会）が実施する、機械検査に関する学科及び実技試験に合格した者をいう。
なお職業能力開発促進法により、機械検査技能士資格を持っていないものが機械検査技能士と称することは禁じられている。

## 概要
機械検査とは、機械の部品・作動機構の検査のことである。生産現場の各工程における精度測定・検査や、作動機構の運転精度測定・検査、恒温室における精密測定・検査まで幅広い範囲が含まれる。技能検定試験ではこれらの共通の知識・技能を問われる。等級には、特級及び1級～3級まであり、特級は管理者または監督者が通常有すべき技能の程度、1級～3級はそれぞれ上級技能者、中級技能者、初級技能者が通常有すべき技能の程度と位置づけられている。

## 受検資格
- 特級：1級合格後、実務経験5年以上
- 1級：実務経験7年以上
- 2級：実務経験2年以上
- 3級：実務経験不問[1]

※職業訓練歴や学歴により実務年数は異なる。

## 試験内容

### 学科試験

#### 試験形式
- 特級：五肢択一方式(50問、試験時間＝2時間)
- 1級：真偽法及び四肢択一法(50問、試験時間＝1時間40分)
- 2級：真偽法及び四肢択一法(50問、試験時間＝1時間40分)
- 3級：真偽法、問題数(30題、試験時間＝1時間)

#### 試験科目
- (1)　測定法
- (2)　検査法
- (3)　品質管理の考え方
- (4)　機械要素
- (5)　機械工作法
- (6)　材料
- (7)　材料力学
- (8)　製図
- (9)　電気
- (10)　安全衛生

### 実技試験
- 特級
  - ペーパーテスト：工程管理、作業管理、品質管理、原価管理、安全衛生管理、作業指導及び設備管理について行う。試験時間＝3時間
- 1級
  - 作業試験：外側マイクロメータの性能判定(ブロックゲージによる器差及び平行度測定) 、歯車のまたぎ歯厚測定(歯厚マイクロメータ使用)、三針法によるねじプラグゲージの有効径測定及び寸法測定(外側マイクロメータ、ノギス、ハイトゲージ及びシリンダゲージ使用)を行う。試験時間＝31分
  - ペーパーテスト：複雑な形状の部品の精密測定の際の計画(段取り方法及び品質管理を含む)、測定方法及び計算式について行う。試験時間＝2時間
- 2級
  - 作業試験：外側マイクロメータの器差測定(ブロックゲージ使用)、歯車のまたぎ歯厚測定(歯厚マイクロメータ使用)、三針法によるねじプラグゲージの有効径測定及び寸法測定(外側マイクロメータ、ノギス、ハイトゲージ及びシリンダゲージ使用)を行う。試験時間＝27分
  - ペーパーテスト：単純な形状の部品の精密測定の際の計画(段取り方法及び品質管理を含む)、測定方法及び計算式について行う。試験時間＝1時間45分
- 3級
  - 作業試験：外側マイクロメータの器差測定(ブロックゲージ使用)、三針法によるねじプラグゲージの有効径測定及び寸法測定(外側マイクロメータ、ノギス及びシリンダゲージ使用)を行う。試験時間＝34分

## 取得後の称号
技能検定に合格すると等級に応じて技能士の称号が付与される。なお、名刺やホームページなどに資格を表記する際には「特級機械検査技能士」、「1級機械検査技能士」、「2級機械検査技能士」、「3級機械検査技能士」のように等級を明示する必要がある。等級の非表示、等級表示位置の誤り、職種名の省略表示などは不可である。

## 過去の実施状況

### 受検者数
- 平成23年度
  - 1級：1,495名
  - 2級：3,878名

### 合格率
- 平成23年度
  - 1級：32.3%
  - 2級：29.4%